# イギリスのレース

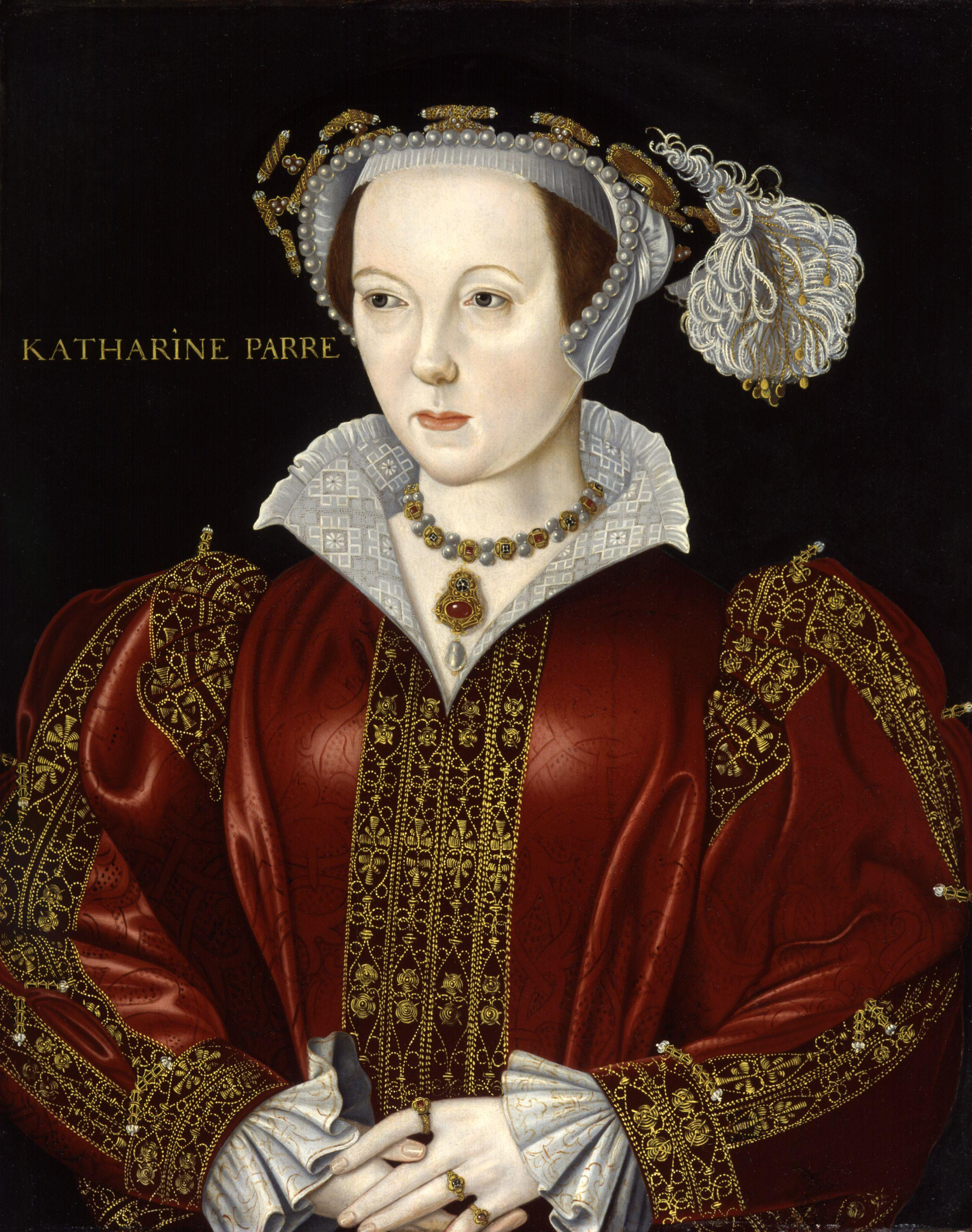
キャサリン・パー(1512年 - 1548年)。王妃が身につけているドレスの衿はヴェネツィアで生産されたカットワークのヴェネツィアンレースである

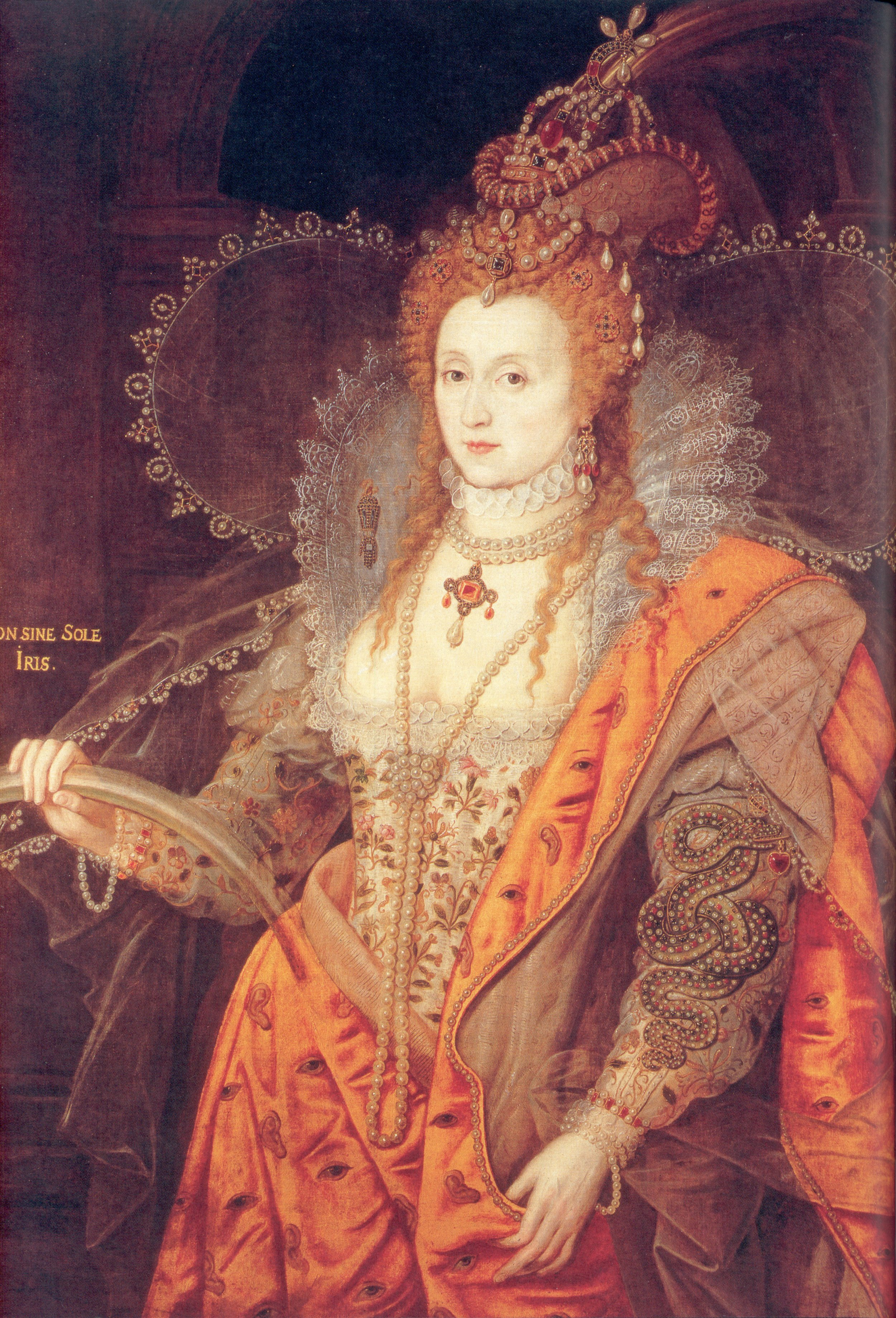
エリザベス1世(1533年 - 1603年)。16世紀末に流行していたフレーズ(円形の襞衿)の周りを縁取るのには、フランドル地方の美しい亜麻糸のボビンレースが用いられた

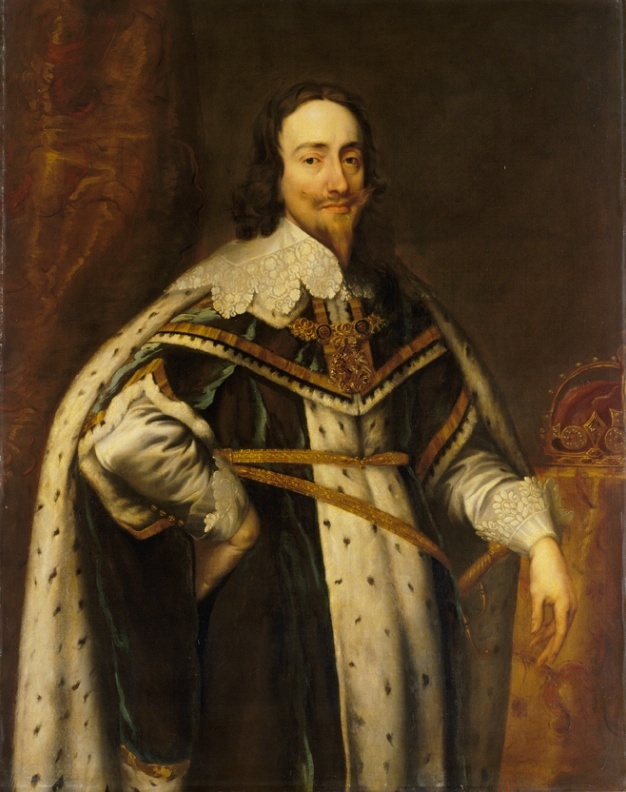
チャールズ1世(1600年 - 1649年)。身につけている衿とカフスは当時のヨーロッパで流行していた

イギリスのレースでは、イギリスにおけるレースの歴史についてのべる。
16世紀よりスコットランドなど各地でレースが作られていたが、他のヨーロッパ諸国のような激しいレース競争に参加することはなかった。ヴェネツィアから輸入されたカットワークがヘンリー8世(在位：1509年 - 1547年）の宮廷を飾り、彼の6番目の妃、キャサリン・パーの1545年の肖像画に描かれている。エリザベス1世（在位:1558年 - 1603年）の宮廷では、フランドルやヴェネツィアから輸入されたレースが豪華な衣装を飾っていた。
17世紀のチャールズ1世（在位：1625年 - 1649年）の宮廷では、フランドルのボビンレース (パスマン) とヴェネツィアのニードルレースが珍重された。このボビンレースは現代、「ルイ13世様式のレース」あるいは、これらを画面に克明に書き記した偉大な芸術家の名をとり「ヴァン・ダイク様式のレース」と呼ばれている。
1662年、イギリス議会は自国貨幣の大量流出を防止し、自国産業を保護する為に、レース輸入を法令により禁止した。しかし、国内の生産では顧客の要求を満たすことができない商人たちは、ベルギー産レースを密輸し、「イギリスレース」と名づけて供給した。
17世紀末のイングランド女王メアリー2世は熱心なタティングレース愛好家であることが知られている。チャールズ・セドレー卿から庶民の手芸ではないかと冷やかされたことや、1707年に書かれた英国の詩 "Royal Knotter" の中に「クイーン・メアリーが糸を結ぶ」と記述されたことが記録として残っている。タティングレースはそれまでのレースのように大掛かりな器具を使わずに作成することができるため、18世紀の王侯貴族のあいだで大変もてはやされ教養として習うものとなった。
18世紀初頭、レースの主要生産地はフランドルに移り、18世紀半ばまでブリュッセルレースが量質ともに高い水準を保っていた。しかし、18世紀の終わり頃、インド製のモスリン地がレースと競合し始めたことにより、レースの需要は低迷し、更にフランス革命の勃発 (1979年) に引き続いて起こった戦争や社会的混乱により、多くのレース生産地は大きな打撃を受けた。
一方、イギリスでは中世末期より、毛織物を中心とした紡績業が盛んであり、フランドルにも輸出していたが、18世紀前半に毛織物の織機・紡績機の改良から始まった生産力向上が綿織物に及び、インド製キャラコの輸入禁止により、綿織物の更なる生産能力向上につながっていった。19世紀初頭、レースの素材は亜麻から木綿に替わっていた。イギリスにおける産業革命は、レース産業にも変化を及ぼした。1809年、ジョン・ヒースコートが機械レース生産技術の特許をとり、機械チュールが生産され始めた。機械製チュール地は手作りの6000倍の速さでレース地を作成し、遠目に眺めると手織りチュールと区別ができなかった。その後の改良により、1830年以降、あらゆる種類のレースが正確に模倣された。ノッティンガムの機械レース産業は、ヨーロッパの他の地域より発展し、長期にわたって繁栄した。イギリスと北米との密接な関係や広大な植民地の所有により、イギリスの機械レースの繁栄は1860年代まで続き、1930年に衰退したが、現在も存続している。ただし、1883年のドイツでのケミカルレースの発明により、質的にも完成度が高いものを安価に作成できるようになり、レース産業は大混乱に陥った
手織りのレースでは、19世紀のバッキンガムシャー伯爵領で、バックスポイントというリールレースの一種のボビンレースが作られていた。また、デヴォンシャー伯爵領のホニトンではデュシェスレースに似たレースが作られていた。ホニトンレースは、ニードルレースの技法で作られ、1840年のヴィクトリア女王のウェディングドレスとヴェールに用いられたことで有名である。